# Sosso
I Sosso o Susu sono una popolazione dell'Africa Occidentale, presente soprattutto in Guinea.

## Storia
L'identità del popolo Sosso risale a un regno del XII-XIII secolo, noto appunto come regno Sosso, appartenente alla nazione Takrur. Il regno Sosso si espanse in seguito al crollo dell'Impero del Ghana, giungendo a conquistarne anche la capitale Koumbi Saleh. Sotto il re Soumaoro Kanté il regno estese ulteriormente i propri confini, annettendo i regni mandinka presenti nella zona dell'attuale Mali.
Il regno Sosso iniziò a perdere i propri possedimenti nel 1240, nella battaglia di Kirina, in cui il principe mandinka Sundiata Keita sconfisse i Sosso alla guida di una coalizione di piccoli regni. Le ulteriori conquiste di Sundiata Keita segnarono al contempo la fine del regno Sosso e l'avvento dell'impero del Mali.
Nel XV secolo, dopo la caduta del Mali, i Sosso migrarono verso sud, stabilendosi nel Futa Jalon e nelle regioni costiere della Guinea, dove vivono tuttora.

## Etimologia
Il termine "Sosso" potrebbe derivare dalla parola in lingua soninke che significa "cavallo", dato che il regno Sosso aveva il monopolio del commercio dei cavalli con i popoli vicini di lingua soninke. Anche la capitale era chiamata Sosso, o Susu, e un villaggio con quel nome esiste ancora in Mali, vicino a Boron nella regione di Koulikoro.